# موزه شهر (کیتو)

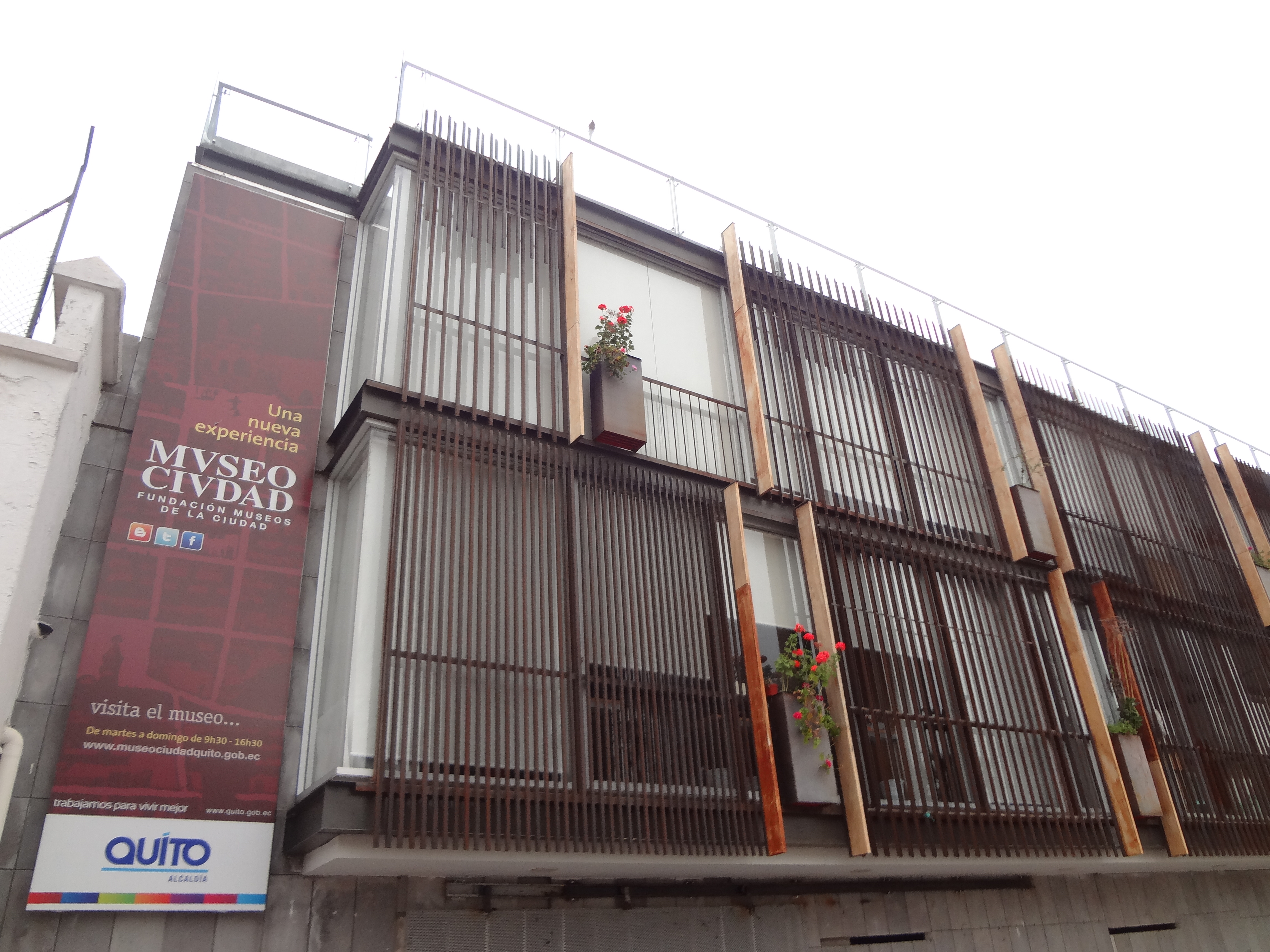
نمای بیرونی موزه

موزه شهر (Museo de la Ciudad) موزه ای در مرکز استعماری شهر کیتو، اکوادور است. در خیابان گارسیا مورنو، بین مورالس و روکافورته واقع شده است.

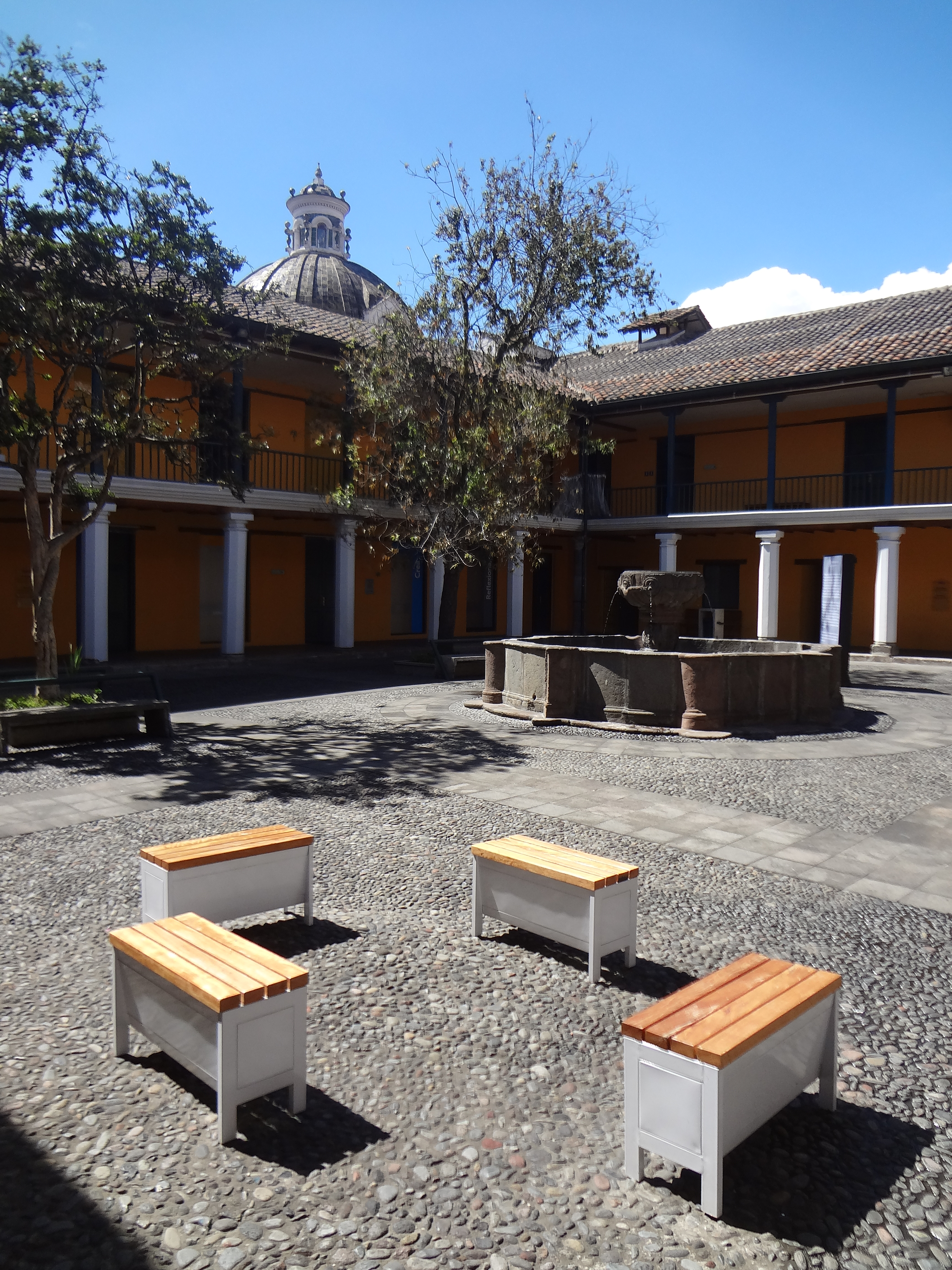
موزه شهر قبلاً بیمارستان سان خوان د دیوس بود

این موزه در سال ۱۹۹۸ تأسیس شد و ساختمان‌هایی را که زمانی بیمارستان سن خوآن د دیوس بود در بر می‌گیرد. این بناها به عنوان میراث فرهنگی جهانی توسط یونسکو ثبت جهانی شدند. و در سال ۱۹۹۵ با استفاده از مصالح مشابه ساختمان‌های اولیه برای تعمیر مناطق آسیب دیده مرمت شدند. ستون‌های دوریسی سنگی باستانی، درگاه‌های سنگی و پوشش‌های سنگی در پاسیوها از ویژگی‌های برجسته معماری آن هستند.
این موزه تاریخچه کیتو را به همراه ۴۰۰ سال تاریخ بیمارستان شرح می‌دهد. ساختمان‌های بیمارستان سابق شامل ۱۰۲۰۰ متر مربع مساحت است که چهار مجموعه موزه، ۱۰ سالن نمایشگاه، محوطه کارگاه‌ها و دفاتر موزه را در اطراف چهار حیاط شامل می‌شود. این موزه علاوه بر مجموعه‌های دائمی خود، نمایشگاه‌های موقتی را نیز با تمرکز بر جنبه‌های خاصی از زندگی در کیتو ارائه می‌دهد.
در ژوئیه ۲۰۲۰، مجموعه ای از ۶۹ اثر به صورت خصوصی به اکوادور بازگردانده شد تا در موزه به نمایش گذاشته شود. این اشیاء برای اولین بار توسط یک دیپلمات لندنی در دهه ۱۹۶۰ که از علاقه مندان به هنر و باستان‌شناسی بود، از اکوادور برده شده بود. اشیاء موجود در مجموعه او شامل نمادهای کاتولیک مربوط به دوران استعمار اسپانیا و اشیایی است که تصور می‌شود مربوط به دوران پیشاکلمبی باشد.
یکی از نمایشگاه‌های دائمی، سیری در میان آداب و رسوم، مردم و سنت‌های کیتو، از طریق تاریخ نمایش داده شده آن از قرن شانزدهم تا قرن نوزدهم ارائه می‌دهد. دیگری نمایش تاریخچه بیمارستان و مجموعه ای از اقلام یک پزشک سابق بیمارستان است. یک نمایشگاه دائمی دیگر وجود دارد که به نام «نظم اجتماعی جدید در هم می‌شکند: قرن نوزدهم کیتو».
این موزه از سه شنبه تا یکشنبه از ساعت ۰۹:۳۰ تا ۱۷:۳۰ باز است. ورود برای افراد دارای معلولیت، موسسات خاص و کارمندان شهرداری رایگان است. پذیرش برای عموم نیاز به حداقل هزینه دارد.